# Queso Monje
El queso Monje es un queso español elaborado en el Principado de Asturias.

## Variedades de Quesos Monje
La quesería Quesos Monje elabora cuatro tipos de queso: el Monje Picón, el Monje Nata, el Peñamellera La Casona y el Monje Cabra. Además fabrican una Crema de Monje Picón.

## Monje Picón
El Monje Picón es el gran queso de la familia Monje, que lo elabora desde hace más de cien años. Elaborado con leche cruda de ganado de Peñamellera, es de masa compacta aunque con sus característicos huecos para la proliferación de hongos del penincilium que le dan el color azul, este proceso se desarrolla durante los tres meses de maduración en las bodegas de la antigua casa de tipo montañés con humedad alta y temperatura constante de 12 °C. Tiene una consistencia cremosa a semidura, color amarillo con veta azul, forma cilíndrica y corteza blanda, por lo que se encuentra envasado con papel aluminio especial. 

## Monje Nata
El queso Monje Nata es un queso tierno de leche pasteurizada y con una maduración de unos diez días. Es de forma cilíndrica y de unos 500 g aunque también comercializan un tamaño barra de unos 1600 g . El Monje Nata es de pasta prensada y textura semiblanda y algo elástica, de color amarillento y corteza natural, fina y ligeramente amarillenta. Es un queso graso, 50% M. G./E. S., y al paladar resulta apetitoso en su consumo directo con pan y vino pero hace buenas migas con dulces, miel o anchoas. 
El Monje Nata está elaborado con leche de vaca pasteurizada. Se coge la leche y se le añade el fermento y el cuajo. Pasada media hora se corta la cuajada en granos pequeños y se desuera. Una vez hecha la masa en una cuba se introduce en moldes para su prensado. Después del prensado que viene a durar unas dos horas se le introduce en salmuera durante ocho horas. Tras este proceso se pone el queso a madurar diez días.

## Peñamellera La Casona
El Peñamellera La Casona es un queso de vaca, de leche pasteurizada, pasta no prensada, cilíndrico de unos 350 g, con corteza rugosa debido a que no utiliza molde y 45% M.G./E. S. Es un queso con un ligero toque ácido que se toma con pocos días de curación, aunque puede tomarse también recién hecho con un resultado excelente.